# Philodendron corcovadense
Philodendron corcovadense är en kallaväxtart som beskrevs av Carl Sigismund Kunth. Philodendron corcovadense ingår i släktet Philodendron och familjen kallaväxter. Inga underarter finns listade.